# Utica (Nowy Jork)
Utica – miasto w Stanach Zjednoczonych, w stanie Nowy Jork, nad rzeką Mohawk (dopływ rzeki Hudson). Około 59,9 tys. mieszkańców.

## Sport
- Utica Comets – klub hokejowy